# Tayuva lilacina
Tayuva lilacina is een slakkensoort uit de familie van de Discodorididae. De wetenschappelijke naam van de soort is voor het eerst geldig gepubliceerd in 1852 door Gould.